# (26) Proserpine
Pour les articles homonymes, voir Proserpine (homonymie).
(26) Proserpine (désignation internationale (26) Proserpina) est un astéroïde de la ceinture principale. Il a été découvert par Robert Luther le 5 mai 1853 à l'observatoire de Düsseldorf-Bilk. Son nom provient de Proserpine, la déesse des saisons dans la mythologie romaine.

## Compléments